# Labena chadwickii
Labena chadwickii là một loài tò vò trong họ Ichneumonidae.